# Рододендрон сомнительный
Рододендрон сомнительный (лат. Rhododéndron ambiguum) — вечнозелёный кустарник, вид подсекции Triflora, секции Rhododendron, подрода Rhododendron, рода Рододендрон (Rhododendron), семейства Вересковые (Ericaceae).
Китайское название: 问客杜鹃 wen ke du juan.
Используется в качестве декоративного садового растения.

## Распространение и экология
В природе встречается в Китае в провинции Сычуань на высотах 2300—3300 (—4500) метров над уровнем моря.

## Ботаническое описание

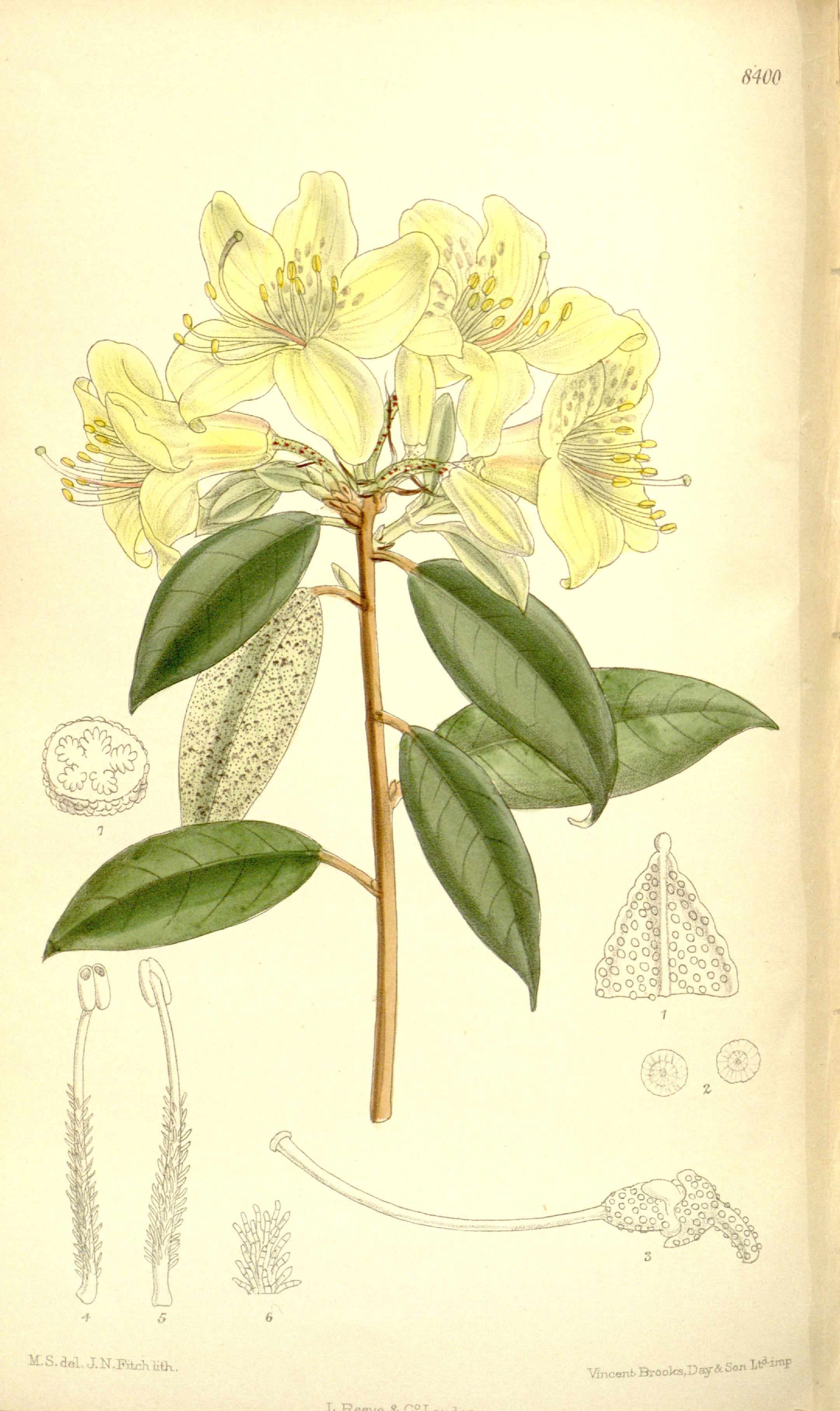
Rhododendron ambiguum
Ботаническая иллюстрация из Curtis's Botanical Magazine, London., vol. 137: Tab. 8400

Кустарник, 1—3 м в высоту; молодые побеги тонкие, густо железисто-чешуйчатые.
Черешок листа 6—10 мм, густо железисто-чешуйчатый; листовые пластинки кожистые, эллиптические, яйцевидно-ланцетные или продолговатые, 4—8 × 1,8—3 см; основание листа широко клиновидное к тупому; концы листьев заострённые, острые или тупые, остроконечные; абаксиальная поверхность серо-зелёная; адаксиальная чешуйчатая.
Соцветие верхушечное, редко субтерминальное, зонтичное или кистевидное, 3—4 (—7) цветковое. Цветоножка 0,5—1 см, чешуйчатая; Чашечка 0,5—1 мм, чешуйчатая; венчик широко воронковидный колокольчатый, жёлтый или бледно-жёлтый, или бледно-зеленовато-жёлтый, внутри с желтоватыми зелёными отметинами, 3—3,5 см, тычинки неравные, 1,8—4,5 см; завязь 5-гнёздная, плотно чешуйчатая. Капсула цилиндрическая, 6—15 мм.
Цветение в мае-июне. Семена созревают в сентябре-октябре.
Geng с группой авторов предполагают, что Rhododendron ambiguum следует рассматривать как синоним Rhododendron wongii.

## В культуре
Известен в культуре с 1904 года. В Латвии интродуцирован 1973 году, культивируется редко (в Риге).
Выдерживает понижения температуры до −21 °С, −24 °С. В условиях Нижегородской области даже в теплые зимы вымерзают цветочные почки. В холодные зимы растения выпадают.